# Gare de Parempuyre
La gare de Parempuyre est une gare ferroviaire française de la ligne de Ravezies à Pointe-de-Grave (dite aussi ligne du Médoc), située sur le territoire de la commune de Parempuyre, dans le département de la Gironde en région Nouvelle-Aquitaine.
C'est une halte ferroviaire de la Société nationale des chemins de fer français (SNCF) desservie par les trains du réseau TER Nouvelle-Aquitaine.

## Situation ferroviaire
Établie à 12 m d'altitude, la gare de Parempuyre est située au point kilométrique (PK) 10,950 de la ligne de Ravezies à Pointe-de-Grave, entre les gares de Blanquefort et de Ludon.
Elle est équipée d'un unique quai, pour la voie « 1 », qui dispose d'une longueur utile de 231 m.

## Histoire
La gare a été mise en service en même temps que la ligne du Médoc. 

## Fréquentation
De 2015 à 2023, selon les estimations de la SNCF, la fréquentation annuelle de la gare s'élève aux nombres indiqués dans le tableau ci-dessous.
| Année           | 2015   | 2016   | 2017   | 2018   | 2019   | 2020   | 2021   | 2022   | 2023   |
| --------------- | ------ | ------ | ------ | ------ | ------ | ------ | ------ | ------ | ------ |
| Voyageurs seuls | 19 234 | 18 296 | 23 953 | 34 682 | 52 843 | 27 698 | 35 888 | 57 109 | 87 572 |

## Service des voyageurs

### Accueil
Halte SNCF, c'est un point d'arrêt non géré (PANG) à accès libre.

### Desserte
Parempuyre est desservie par les trains TER Nouvelle-Aquitaine de la ligne 42 qui circulent entre Bordeaux-Saint-Jean ou Pessac et Macau. Au-delà de Macau, la plupart des trains continue vers ou est en provenance de Lesparre, Le Verdon et même de La Pointe-de-Grave en juillet et août.

### Intermodalité
Le stationnement de véhicules est possible à proximité. La gare est également desservie par la ligne 76 du réseau TBM à l'arrêt Gare de Parempuyre située rue de la Gare.